# (27351) 2000 DO73
2000 دي أو 73 (ويعرف أيضًا باسم (27351) 2000 دي أو 73 وفق تسمية الكوكب الصغير) (بالإنجليزية: 2000 DO73)‏ هو كويكب ضمن حزام الكويكبات؛ وترتيبه 27351 من حيث الاكتشاف.
اكتُشف هذا الجُرم الفلكي بواسطة بحث لنكولن عن الكويكبات القريبة من الأرض في 29 فبراير 2000.

## وصلات خارجية
- (27351) 2000 DO73 في قاعدة بيانات مختبر الدفع النفاث لأجرام النظام الشمسي الصغيرة

- الاكتشاف · مخطط المدار ·  العناصر المدارية · المعلمات المادية

- (27351) 2000 DO73 على موقع ويكي سكاي: DSS2, SDSS, GALEX, IRAS, Hydrogen α, X-Ray, Astrophoto, Sky Map, Articles and images